# Voalavo gymnocaudus
Voalavo gymnocaudus és una espècie de mamífer rosegador de la família dels nesòmids. És endèmic de l'altiplà septentrional de Madagascar, on viu a altituds d'entre 1.300 i 1.950 msnm. El seu hàbitat natural són els boscos montans humits. És una espècie en risc mínim, és a dir, no sembla que hi hagi cap amenaça significativa per a la seva supervivència. El seu nom específic, gymnocaudus, significa ‘cua nua’ en llatí.